# Première circonscription de la préfecture de Mie
La première circonscription de la préfecture de Mie (三重県第1区, Mie-ken dai-ikku) est l'une des quatre circonscriptions législatives que compte la préfecture de Mie au Japon. Cette circonscription comptait 360 513 électeurs en date du 1er septembre 2021.

## Description géographique
La première circonscription de la préfecture de Mie correspond aux villes de Tsu et Matsusaka.

## Députés
| Législature | Début de mandat | Fin de mandat | Député élu         |  | Parti politique |
| ----------- | --------------- | ------------- | ------------------ |  | --------------- |
| 41e         | 1996            | 2000          | Hiroshi Nakai      |  | NFP             |
| 42e         | 2000            | 2003          | Jirō Kawasaki (ja) |  | PLD             |
| 43e         | 2003            | 2005          | Jirō Kawasaki (ja) |  | PLD             |
| 44e         | 2005            | 2009          | Jirō Kawasaki (ja) |  | PLD             |
| 45e         | 2009            | 2012          | Hiroshi Nakai      |  | PDJ             |
| 46e         | 2012            | 2014          | Jirō Kawasaki      |  | PLD             |
| 47e         | 2014            | 2017          | Jirō Kawasaki      |  | PLD             |
| 48e         | 2017            | 2021          | Norihisa Tamura    |  | PLD             |
| 49e         | 2021            | -             | Norihisa Tamura    |  | PLD             |